# Enrico Visani
Enrico Visani (Marradi, 6 febbraio 1938) è un pittore italiano.

## Biografia

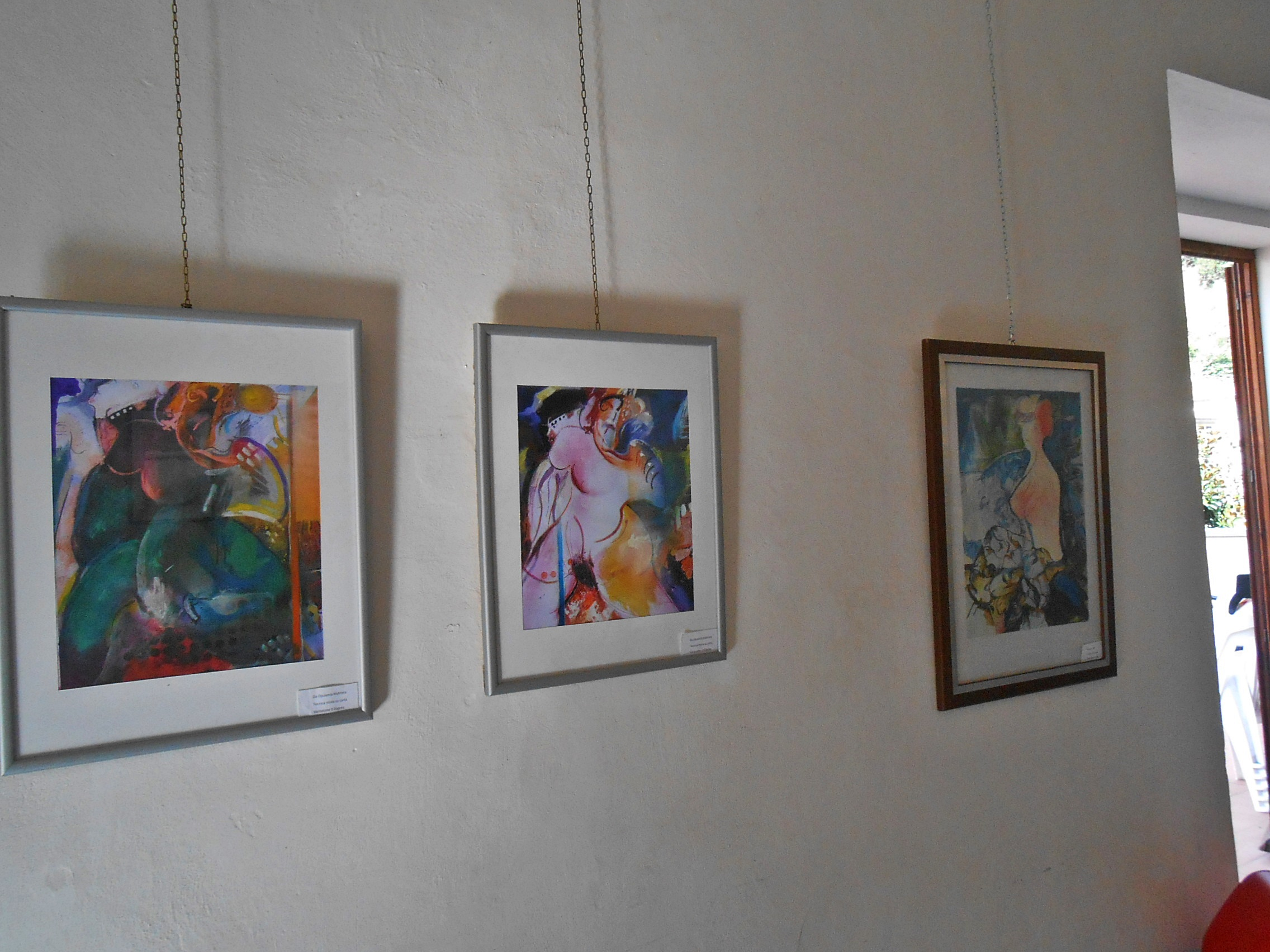
Alcune opere di Visani esposte a Marradi

Alla fine degli anni 1950, Visani si affaccia al mondo dell'arte come autodidatta.
Si trasferisce, in seguito, a Bologna dove entra in contatto con i pittori più celebri del panorama felsineo (si ricorda, in particolare, la stretta amicizia con Aldo Borgonzoni e Bruno Saetti). In questo periodo, compone il ciclo degli "Appennini", opere che sono, in seguito, esposte nelle collezioni più importanti del capoluogo emiliano.
Nella primavera del 1975, insieme ad altri artisti, collabora all'allestimento della nuova sede della Galleria d'arte moderna di Bologna.
Nel giugno del 1978, partecipa alla performance Il treno musicale di John Cage.
La Galleria Forni gli ha dedicato una personale, presentata e commentata da Giorgio Celli.
È stato fondatore nonché segretario del Sindacato Artisti dell'Emilia Romagna.

## Opere nei musei
- Museo Civico, Bagnacavallo[6]
- MAMbo, Bologna[7]
- Palazzo Malvezzi De' Medici, Bologna